# Pelargonium
Pelargonium é um género de plantas com flor que incluem aproximadamente 200 espécies de plantas perenes,de caule suculento, comummente conhecidas como pelargónios , sardinheiras  ou gerânios (não confundir com as espécies do género Geranium, com as quais partilham este nome comum). Ambos os géneros pertencem à família das geraniáceas.
Lineu originalmente incluiu todas as espécies num género único, o Geranium. No entanto, este foi separado em dois géneros por Charles l’Héritier em 1789. Os botânicos às vezes referem-se aos membros do género Pelargonium como "pelargónios" a fim de evitar confusão.

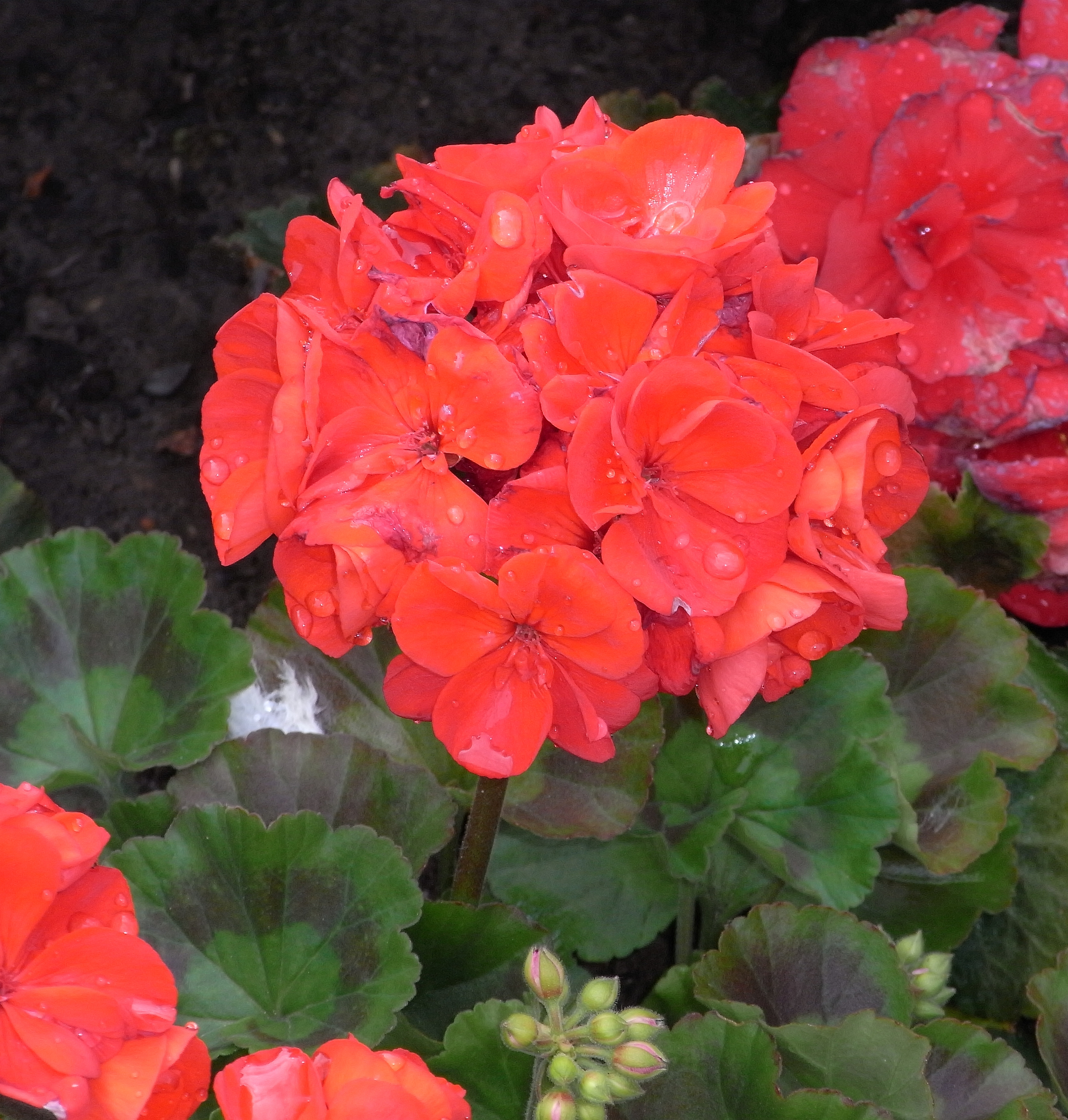

Nativos da África do Sul, os gerânios foram introduzidos na Europa em 1690 e cultivados pela indústria francesa para obtenção do óleo essencial do gerânio-rosa em 1847.

## Etimologia
O nome genérico, Pelargonium, provém do latim científico pelargonĭu, que por sua vez resultou de uma adaptação do étimo grego clássico πελαργός, que significa cegonha, e que foi realizada pelo botânico Charles Louis L'Héritier de Brutelle.